# Sandersdorf (Sandersdorf-Brehna)
Sandersdorf ist ein Ortsteil der Stadt Sandersdorf-Brehna im Landkreis Anhalt-Bitterfeld in Sachsen-Anhalt.

## Geografie
Sandersdorf befindet sich im Norden der Stadt zwischen Zörbig im Westen und Bitterfeld-Wolfen im Osten.

## Geschichte
Sandersdorf wurde erstmals im Jahre 1373 in den Urkunden des Klosters Brehna urkundlich erwähnt. Der Ort gehörte bis 1815 zum kursächsischen Amt Bitterfeld. Durch die Beschlüsse des Wiener Kongresses kam der Ort zu Preußen und wurde 1816 dem Kreis Bitterfeld im Regierungsbezirk Merseburg der Provinz Sachsen zugeteilt, zu dem er bis 1944 gehörte.
1992 bildeten die Orte Sandersdorf, Heideloh, Ramsin, Renneritz und Zscherndorf die Verwaltungsgemeinschaft Sandersdorf, aus der mit ihrer Auflösung am 1. Juli 2004 die Einheitsgemeinde Sandersdorf entstand.
Am 1. Juli 2009 wurden die Stadt Brehna und die Gemeinden Glebitzsch, Petersroda und Roitzsch in die Einheitsgemeinde Sandersdorf eingemeindet und zeitgleich erhielt Sandersdorf den neuen Namen „Sandersdorf-Brehna“. Die Stadtrechte Brehnas wurden auf Sandersdorf-Brehna übertragen.

## Wappen
| | Blasonierung: „In Schwarz eine gestürzte silberne Spitze, belegt mit den gekreuzten roten Berghämmern über einem roten Seeblatt.“ |
| Wappenbegründung: Die Farben der Stadt sind Rot - Weiß (Silber). Die Spitze in Schwarz soll auf den Tagebau und die Braunkohle hindeuten. Der Bergbau als Hauptbeschäftigung der Bewohner versinnbildlicht das Bergmannsgezähe. Das Seeblatt als Zeichen erinnert an die Zugehörigkeit zum Kreis Bitterfeld und der alten Grafschaft Brehna. Das Wappen wurde vom Magdeburger Staatsarchivrat Otto Korn gestaltet und am 7. August 1939 durch den Oberpräsidenten der Provinz Sachsen genehmigt. | |

## Verkehrsanbindung
Sandersdorf erhielt 1897 mit Eröffnung der Bahnstrecke Bitterfeld–Stumsdorf Anschluss an das Schienennetz der Bahn. Der Schienenpersonennahverkehr wurde im Jahr 2002 eingestellt. Die DB Netz AG verpachtete sie bis 2025 an die Zörbiger Infrastrukturgesellschaft mbH.
Östlich des Orts verlaufen die Bundesstraßen 183 und 184.

## Sehenswürdigkeiten

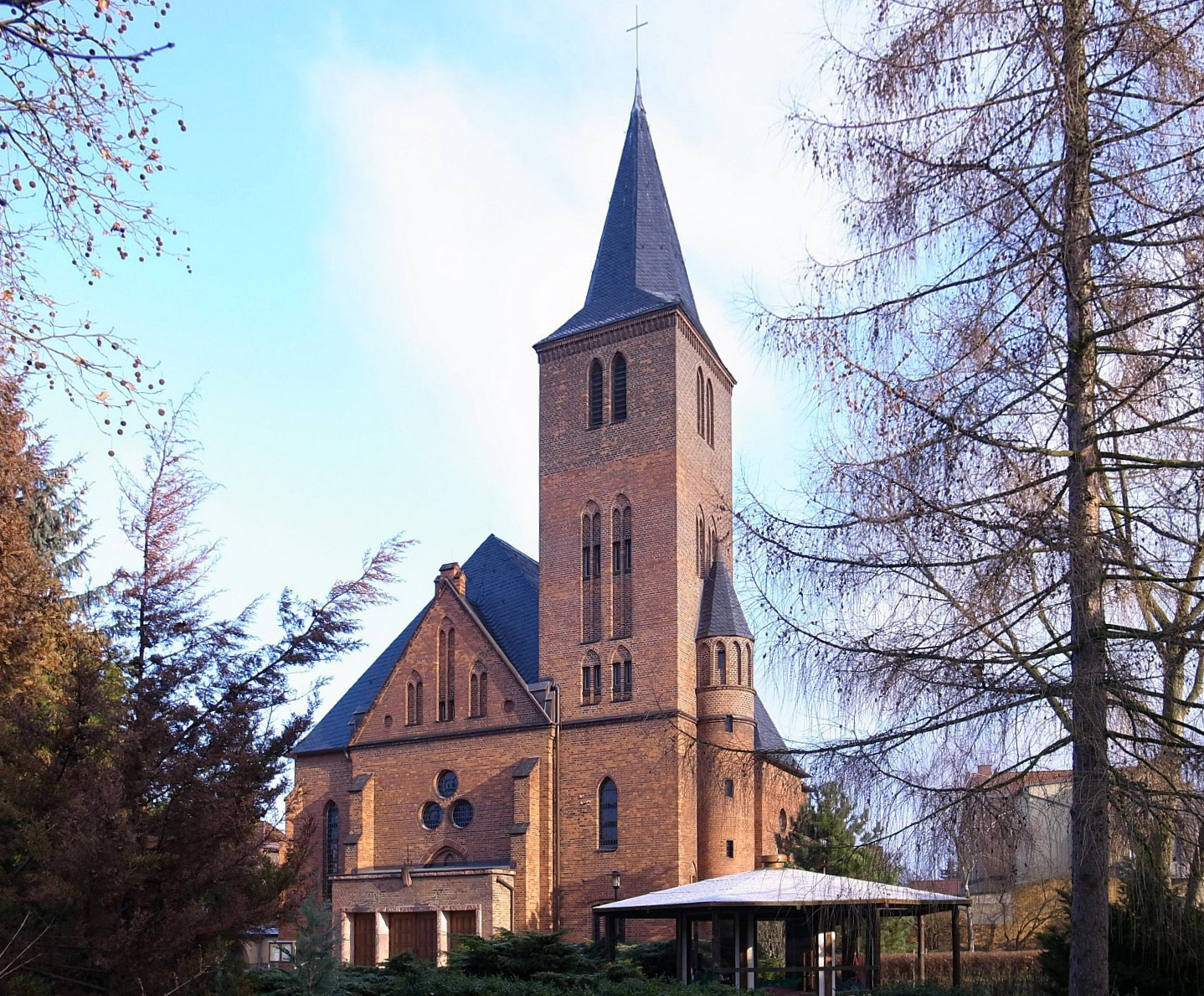
St.-Marien-Kirche

Die evangelische Kirche, eine romanische Feldsteinkirche, ist das älteste Bauwerk des Ortes. Die katholische Kirche St. Marien wurde 1906 nach Plänen von Arnold Güldenpfennig erbaut.
Hans Kindermann stellt seit etwa 2010 in seinem Oldtimer-Atelier einige alte Autos aus. Der Schwerpunkt liegt bei Fahrzeugen der Marke Mercedes-Benz. Außerdem ist ein Excalibur abgebildet.

## Söhne und Töchter des Ortes
- Johann Georg Berlich (1625–1675), Kommunalpolitiker und Rittergutsbesitzer, Bürgermeister der Stadt Chemnitz
- Johann Gottfried Schnabel (1692–1744/1748), Schriftsteller der Aufklärung
- Kurt Waitzmann (1905–1985), Schauspieler und Synchronsprecher
- Otto Lehmann (1913–1991), Politiker und Gewerkschaftsfunktionär, Mitglied des ZK der SED, Abgeordneter der Volkskammer sowie Stellvertretender Vorsitzender des FDGB-Bundesvorstandes
- Horst Jankhöfer (* 1942), Handballnationalspieler und -trainer
- Werner Peter (* 1950), Fußballspieler
- Rüdiger Weida (* 1951), Satiriker, Aktionskünstler und Blogger sowie Mitbegründer und Vorsitzender der Kirche des Fliegenden Spaghettimonsters Deutschland